# Ракетлон
Ракетлон является видом спорта, где соперники сражаются за победу в четырех видах спорта с ракеткой:
- настольном теннисе,
- бадминтоне,
- сквоше,
- большом теннисе.

Матч по ракетлону состоит из четырех сетов, по одному в каждом виде спорта. Победителю присваивается звание лучшего игрока в видах спорта с ракеткой.